# 대전대 고글파이브
《대전대 고글파이브》(大戦隊ゴーグルファイブ 다이센타이 고구루화이부[*])는 1982년 2월 6일부터 1983년 1월 29일까지 일본 TV 아사히 계열에서 방영된 도에이의 슈퍼 전대 시리즈 6번째 작품이다. 대한민국에서는 대영팬더가 《지구특공대 가글파이브》라는 제목으로 수입하였다.

## 줄거리
젊은 모험가인 아카마 켄이치(赤間 健一)는 독일 산중에 있는 동굴을 탐험하던 중, 신기한 통로를 발견한다. 그 통로는 가까운 고성으로 연결되어 있었는데, 아카마는 그곳에서 수수께끼의 집단에게 습격을 받던 초로의 일본인 신사를 구출하게 된다.
신사는 미래과학연구소의 혼고 히데키(本郷 秀樹) 박사라고 자신을 소개하며 자신을 역습한 자들은 인류 역사의 배후에서 활동하던 암흑과학제국 데스다크 일당이었다고 설명한다.
이제는 데스다크가 비로소 인류 앞에 그 모습을 나타내고 세계정복을 위해 행동을 개시했다. 혼고 박사는 그들의 야망을 깨트리기 위해 아카마와 5명의 젊은이들을 선발하여 데스다크와 맞서싸울 전사들로 임명하였다.

## 개요

### 특징
전작인 최초로 《태양전대 선벌컨》이 3인 멤버를 시도하였으나 이 작품에서 다시 5명으로 회귀한 이유는, 스폰서인 고라쿠엔 유원지(현 도쿄 돔 시티 어트랙션스) 측에서 3인 멤버로는 쇼에서 분위기가 충분히 살아있지 않는다고 한 점이 크게 작용하였기 때문이다.
《배틀 피버 J》에서 《태양전대 선벌컨》까지 슈퍼 전대 시리즈는 2쿨로 시작하여 반응이 좋을 경우에는 4쿨로 연장하는 방식을 취하고 있었지만, 이 작품은 처음부터 4쿨 예정으로 시작하였다.
액션 모티브는 리듬 체조이다. 볼이나 링, 클럽, 리본 등의 리듬 체조 도구를 무기로 사용하였으며, 어크로바틱한 움직임을 보여준 작품이다.

### 작풍
인류에게 크고 작은 재앙을 일으킨 암흑과학과 그에 대항하는 미래과학이라는 지극히 심플한 구조의 독창적인 세계관을 구축하여, 세부 설정에 관한 묘사는 거의 이루어지지 않았다. 고글파이브 5명은 강하고 온순하며, 절대적으로 믿음직스러운 존재로 그려졌고 고뇌나 갈등 등의 내면묘사는 극히 드문 편이었는데, 이는 이 작품에 나오는 일반인들이 협박이나 감언에 쉽게 악의 세력에 협력하고 마는 약한 존재로 그려져 있는 것과는 대조를 이룬다. 이 작품의 악당 조직 또한 절대적으로 냉혹하고 사악한 존재로 그려져 내부 분열이 일어나는 경우도 거의 없었다.

### 디자인
시리즈 최초로 ‘검정’이 명확한 형식으로 등장했다. 이전에 《배틀 피버 J》에서 배틀 케냐도 검은 색을 베이스로 한 슈트였으나, 해당 작품에서는 색이 아닌 나라로 캐릭터를 구분하여 명칭엔 색이 등장한 바가 없고, 무기는 또 녹색 글씨가 새겨져 있어서 나중엔 ‘녹색 전사’로 취급되기도 했다. 《비밀전대 고레인저》나 《전자전대 덴지맨》에서 사용된 바 있는 녹색은 다른 네 가지 색(빨강, 파랑, 노랑, 분홍)에 비해 아이들 사이에서 식상한 이미지로, 인기가 좋지 않아 이 작품에서 처음으로 녹색이 아닌 다른 색을 시험해보기로 했는데, 그렇게 해서 남은 것이 검은색과 보라색이었다. 보라색은 인쇄상 보기 좋지 못하다 하여 검은색이 선택되었다.
한편, 슈트의 목 부분에 머플러를 착용한 전대는 이 전대가 마지막이다. 《광전대 마스크맨》 기획 당시 머플러 착용이 검토되었으나 결국 사용되지 않았다. 그 흔적으로 제6의 전사 X1마스크만 머플러를 착용하고 있다.

### 특촬 및 거대 대전
로봇의 합체 장면은 언뜻 전동 변신으로 보일 정도로 굉장히 부드러운 움직임을 보여주고 있으나, 실제로는 모터나 전동 없이 로봇 소품을 이용해 순전히 와이어 연출로 촬영되었다.
거대 로봇 싸움 장면은 단시간에 개성을 살리기 위해 한번씩 개그 요소가 들어가기도 했다. 파리를 모티브로 한 괴물과의 싸움에서 큰 파리채 형식의 무기를 쓴 바 있는데, 이렇게 일회용 무기가 나온 예는 많지 않다.

### 제목 선정
기획 단계에선, ‘미래전대 미라이맨’(未来戦隊 ミライマン)과 ‘고고 파이브’ 등 몇가지 있었으나 실제 사용되지는 못하고 이 제목들은 나중에 1999년작인 《구급전대 고고파이브》, 2000년작인 《미래전대 타임레인저》에서 재사용되었다. 《대전대 고글파이브》 작품 내에서는, 3기의 메카가 합체를 위한 변형을 할 때 외치는 대사인 “고고 체인지!”에 그 흔적들이 남아있다.
또한 슈퍼 전대 시리즈 처음으로 타이틀 콜을 하였는데, 이 작품과 후속작 《과학전대 다이너맨》에서는 앞의 수식 없이 전대 이름만 외쳤으며, 그 목소리 또한 전대 멤버들의 목소리가 아닌 주제가를 부른 코러스 그룹의 목소리였다.

### 평가
어린이 등 저연령층에서 높은 지지를 받아 이 작품은 역대 작품 중 압도적인 시청률을 기록하는 데에 성공하였다. 그러나 이 작품이 방영된 1982년은 완구업계가 전후 처음으로 마이너스 성장을 한 해였으며, 이 영향으로 관련완구는 부진한 편이었으나, 그 가운데에서도 고글로보와 고글시저의 판매는 호조세를 기록해 이 작품부터 거대로봇 완구의 중요성은 더욱 높아지게 된다. 그 영향으로 다음해인 1983년에는 수많은 로봇 애니메이션 기획, 제작에 박차를 가하게 된다.

## 등장인물

### 미래과학연구소
혼고 히데키 박사가 소장인 미래과학연구소. 고라쿠엔 구장의 지하에 위치하고 있으며 컴퓨터 보이즈&걸즈(통칭 컴보이)의 멤버들인 아이들이 여기서 여러 가지 지원활동을 한다.
또한, 고글 시저의 발진 시에는 거대 엘리베이터가 지상까지 고글시저를 이동시키고, 동시에 지상의 고라쿠엔 구장은 그 거대 엘리베이터에 얹히는 형태로 상승한다. 발진시에는 희한하게도 경기가 진행 중인 경우가 많다.
- 혼고 히데키 박사 (한국어 더빙판 - 송규만 박사)

미래과학연구소 소장. 알프스 산에 갔다가 암흑제국 데스다크의 존재를 눈치채게 되고 암흑제국 데스다크의 공격을 받게 된다. 그러던 중 아키마 켄이치의 구출을 받게 되고 대전대 고글파이브를 결성한다.
대전대 고글파이브의 사령관 역할을 했으나 중반부에 어디론가 떠나지만 최종화에서 고글파이브 제2기지 때 다시 등장한다.
- 와가키 미도리

혼고 박사의 비서. 혼고 박사가 떠난 후에도 연구소에 남아 고글파이브를 서포트하고 컴퓨터 보이스엔 걸스를 보호하였다.
주로 통신을 담당한다. 제22화에서 그녀도 연구소를 떠난다.
- 야마모토 사유리

혼고 박사의 비서. 혼고 박사가 떠난 후에도 연구소에 남아 고글파이브를 서포트하고 컴퓨터 보이스엔 걸스를 보호하였다.
요리담당으로 멤버들에게 식사를 제공했다. 마지막까지 남아 고글파이브의 최종결전에도 참가하였다.

### 컴퓨터 보이즈&걸즈
- 우에다 테츠야 (한국어 더빙판 - 종찬)

컴퓨터 보이즈&걸즈의 리더. 고글 레드를 서포트한다. 데스다크의 공격을 받고 노인이 되거나 얼음이 되기도 하는 등 애를 먹었다. (1984년 초전자 바이오맨의 독타 맨 아들 슈이치 · 프린스 역)
- 타케나가 마코토 (한국어 더빙판 - 성우)

컴퓨터 보이즈&걸즈의 일원. 고글 블랙을 서포트한다. 장난끼가 많고 영리하며 운동을 좋아한다. 반 친구들이 데스다크의 공격을 많이 받았다.
- 시마다 하루오 (한국어 더빙판 - 영빈)

컴퓨터 보이즈&걸즈의 일원이자 최연소자. 고글 블루를 서포트한다. 장래의 고글 레드가 되고 싶어한다.
- 오오야마 다이스케

컴퓨터 보이즈&걸즈의 일원. 고글 옐로를 서포트한다. 먹는 것을 좋아하며 밝고 명랑한 성격을 갖고 있다.
- 아이자와 아케네

컴퓨터 보이즈&걸즈의 일원이자 홍일점. 고글 핑크를 서포트한다. 책임감이 강하고, 제4화에서 고글 핑크가 부상을 당하자 죄책감에 빠진 적도 있다.

### 대전대 고글파이브
혼고 히데키 박사가 개발한 고글 브레이스를 장착하여 변신한 5색의 전사들이다. 혼고 박사가 사전에 1차적으로 선발한 인재에서 '컴퓨터 보이즈&걸즈(통칭 컴보이)가 도출한 5명의 민간인으로 구성되어 있다. 설정상 사령관 역할인 혼고 박사는 작품 초반과 종반에밖에 출연하지 않아 사실상 사령관 역할은 컴보이가 맡고 있다. 혼고 박사는 전대 시리즈 최초로 비군인 사령관이기도 하다.
- 아카마 켄이치 / 고글 레드 (한국어 더빙판 - 김현일 / 가글 레드) (22세 (1960년 출생))

고글파이브의 리더. 탐험가로 활동하던 중 혼고 박사가 데스다크에게 공격받는 것을 보게 되고 혼고 박사를 구하게 된다. 그 후 고글파이브의 리더가 되었으며 뛰어난 리더십과 강한 사명감으로 멤버들을 이끈다. 데스다크와의 전투에서 많은 활약을 한다.
이마의 루비는 아틀란티스 문명을 상징한다.
- 쿠로다 캉페이 / 고글 블랙 (한국어 더빙판 - 김창환 / 가글 블랙) (26세 (1956년 출생))

고글파이브의 서브 리더. 대학에서 장기부 주장으로 활동하다가 컴퓨터 보이즈에게 발탁되어 고글파이브가 되었다. 머리가 좋고 무예가 뛰어나며 데스다크의 전투에서 많은 활약을 한다. 주연 에피소드에서는 힘을 다해 적과 싸운다.
이마의 에머랄드는 아시아 문명을 상징한다. (1983년 과학전대 다이너맨의 다이너 블랙 역)
- 아오야마 사부로 / 고글 블루 (한국어 더빙판 - 이정현 / 가글 블루) (20세 (1962년 출생))

고글파이브의 차일드 캐릭터. 아이스하키 선수로 활동하다가 컴퓨터 보이즈에게 발탁되어 고글파이브가 되었다. 아이스하키로 활동하던 스피드와 민첩함을 바탕으로 활동한다. 순수하고 정이 많은 성격이고 정의감은 있다.
이마의 사파이어는 이집트 문명을 상징한다.
- 키지마 후토시 / 고글 옐로 (한국어 더빙판 - 하정배 / 가글 옐로) (27세 (1955년 출생))

고글파이브의 파워 캐릭터. 동물원 사육사로 활동하다가 컴퓨터 보이즈에게 발탁되어 고글파이브가 되었다. 힘을 이용한 공격을 주로 한다. 덩치는 크지만 순수하고 착하다.
이마의 오팔은 무문명을 상징한다.
- 모모조노 미키 / 고글 핑크 (한국어 더빙판 - 양유정 / 가글 핑크) (16세 (1966년 출생))

고글파이브의 레이디 캐릭터. 체조선수로 활동하다가 컴퓨터 보이즈에게 발탁되어 고글파이브가 되었다. 착한 마음씨와 외모로 고글파이브 일원으로써 최선을 다한다. 제4화에서 부상을 당한 적이 있지만 데스다크로부터 지구를 지키기 위해 노력한다.
이마의 다이아는 마야 잉카문명을 상징한다.

### 암흑과학제국 데스다크
먼 옛날부터 과학기술을 악용한 ‘악마의 과학’을 사용하여 수많은 재앙을 일으켜 몇몇 문명을 멸망시킨 적도 있는 암흑과학자 집단이다. 암흑과학 기술을 결집하여 만든 부양 요새 ‘암흑거대성 데스토피아’를 본거지로 삼고 있으며, 합성괴수와 거대로봇, 전투기 데스파이터를 만들어낸다.
- 총통 타부

암흑제국 데스다크의 총수. 수천년간의 혼란을 끝내고 데스다크를 통일한 괴인. 지구정복을 위해 암흑과학자를 이끌고 지구를 침략한다. 자신이 직접 전투에 나가는 일은 없고 그림자로만 비춰진다.
부하들을 질책하는 일로 하루하루를 보낸다. 그의 정체는 거대 괴인이다.
- 데스키라 장군 (한국어 더빙판 - 데스킬러)

암흑제국 데스다크의 간부. 암흑제국 데스다크의 장군으로서 총통 타부의 명령을 받고 지구를 침락한다. 검술에 뛰어나며 고글레드를 라이벌이라고 생각하고 있다.
제49화에서 다크 빔포를 조종하여 고글파이브와 싸웠으나 패배한다.
- 마주르카 (한국어 더빙판 - 메주카)

암흑제국 데스다크의 여성간부. 첩보담당이며 데스다크의 명령이라면 무엇이든 한다. 변장에 뛰어나며 지략이 뛰어나다.
- 자조리야 박사

암흑제국 데스다크의 과학자. 거대 괴인 기계형 콩을 제작한다. 이가아나 박사와는 라이벌 의식이 강하다. 데스마르크의 부활 이후 숙청되어 죽는다.
- 이가아나 박사

암흑제국 데스다크의 과학자로 호쾌한 성격이다. 주로 거대 괴인 동물형 콩을 제작한다. 자조리야 박사와는 라이벌 의식이 강하다. 데스마르크의 부활 이후 자조리야 박사와 함께 숙청된다.
- 데스마르크 대원수

암흑제국 데스다크의 대원수. 제15화에서 부활했다. 부활하자마자 이가아나 박사와 자조리야 박사를 처형했다. 냉혹하고 잔인하며 전투는 안하고 데스킬러와 마주르카에게 명령만 한다.
최후에는 자신이 고글파이브와 싸웠으나 패배하고 죽는다.
- 베스&베라

데스마르크의 부하. 데스마르크의 부활로 같이 부활했다. 데스마르크를 따라다니며 고글파이브와 전투한다.
- 마다라맨

암흑제국 데스다크의 전투원. 언어력을 구사할 수 있고 기계로 되어 있다. 병사로 고글파이브와 싸운다.
- 모즈

암흑제국 데스다크의 괴수. 모즈라고 하는 이름. 언어력을 구사할 수 있으며 동식물과 기계의 능력을 동시에 발휘한다.
고글파이브에게 쓰러진 후 리플래시 파워라는 구호와 함께 부활하여 거대로봇 콩을 조종한다.
- 거대로봇 콩

암흑제국 데스다크가 만든 거대로봇 콩이라고 하는 이름. 리플래시 파워라는 기능을 장비하고 있어 모즈를 탑승시킨다. 지조리야 박사와 이가아나 박사가 직접 만든다.
제4화에는 공동제작하며 보다 강한 쪽을 투입시키고 있었지만, 제5화 이후부터는 모즈의 능력과 전투력을 본떠 만든다. 제5화에는 그 회에 등장한 모즈와 모양이 같게 나온다.
- 데스파이터

암흑제국 데스다크의 전투기. 데스킬러 장군의 명령에 따라 움직인다.

## 시청률
- 최고 시청률 : 15.8% (슈퍼 전대 시리즈 역대 8위)
- 평균 시청률 : 12.3% (슈퍼 전대 시리즈 역대 4위)

관동지구 비디오 리서치 조사.